# Nothocasis sikkima
Nothocasis sikkima là một loài bướm đêm trong họ Geometridae.